# Рональд
Ро́нальд, также Ро́налд (англ. Ronald от шотл. формы старонорвеж. Rögn-valdr «советует-повелителю») — англоязычное мужское имя. Уменьшительные формы — Рон, Ронни. Женский вариант — Рональда, с уменьшительным именем — Рона.

## Персоналии
- Рональд, Лэндон (1873–1938) — британский дирижёр, пианист и композитор.
- Рональд, Памела[англ.] (род. 1961) — американский фитопатолог и генетик.
- Рональд, Уильям[англ.] (1926–1998) — канадским художником

## Вымышленные персонажи
- Рональд Макдональд — маскот McDonald's.
- Рональд Уизли — один из главных персонажей франшизы «Гарри Поттер», лучший друг Гарри Поттера.